# Ismay
|  | Per a altres significats, vegeu «Joseph Bruce Ismay». |

Ismay és una població dels Estats Units a l'estat de Montana. Segons el cens del 2000 tenia 26 habitants.

## Demografia
Segons el cens del 2000, Ismay tenia 26 habitants, 7 habitatges, i 7 famílies. La densitat de població era de 23,9 habitants per km².
Dels 7 habitatges en un 71,4% hi vivien nens de menys de 18 anys, en un 100% hi vivien parelles casades, en un 0% dones solteres, i en un 0% no eren unitats familiars. En el 0% dels habitatges hi vivien persones soles el 0% de les quals corresponia a persones de 65 anys o més que vivien soles. El nombre mitjà de persones vivint en cada habitatge era de 3,71 i el nombre mitjà de persones que vivien en cada família era de 3,71.
Per edats la població es repartia de la següent manera: un 42,3% tenia menys de 18 anys, un 0% entre 18 i 24, un 34,6% entre 25 i 44, un 19,2% de 45 a 60 i un 3,8% 65 anys o més.
L'edat mediana era de 30 anys. Per cada 100 dones de 18 o més anys hi havia 114,3 homes.
La renda mediana per habitatge era de 32.083 $ i la renda mediana per família de 32.083 $. Els homes tenien una renda mediana de 0 $ mentre que les dones 0 $. La renda per capita de la població era de 9.852 $. Cap de les famílies estaven per davall del llindar de pobresa.

## Poblacions properes
El següent diagrama mostra les poblacions més properes.